# Aprendamos juntos
Aprendamos juntos fue una serie mexicana producida por el Instituto Nacional para la Educación de los Adultos en 1982 y la cual fue transmitida por diversas cadenas de televisión durante una cruzada de alfabetización a nivel nacional. La serie era una combinación de drama y comedia, se emitían 3 capítulos de lunes a miércoles donde aprendían una nueva palabra en clase, los jueves pasaban un resumen de las clases y los viernes se había un colofón presentado por Ofelia Medina, Ernesto Gómez Cruz, Humberto Elizondo y el cómico Adalberto Martínez "Resortes".

## Sinopsis
Samuel es un profesor en México, DF, que reúne a un grupo de adultos analfabetos de clase económica baja a fin de instruirlos, estos: "El Sonora", mecánico; "Nacho", boxeador; "Raquel", ama de casa; "Don Eduardo", carpintero; "Úrsula", sirvienta y "Doña Chole", vendedora ambulante.

## Reparto
- Salvador Sánchez como Samuel, el profesor
- Leonor Llausás como Doña Chole
- Jorge Fegan como Don Omar, patrón de "el Sonora"
- Ernesto Gómez Cruz como Chencho, amigo de Samuel

## Información adicional
La actriz que hacía el papel de Raquel protagonizó unos spots llamados "Doña Furibunda" donde abordaba problemas sociales de México. Leonor Llausás y el actor que hacía el papel de "el Sonora" también participaron en algunos cameos en programas televisivos educativos.
También se produjo por esa época otra serie llamada "El que sabe, sabe" el cual, a diferencia de "Aprendamos juntos" que es ambientado en una ciudad, es ambientado en una población rural. El actor Jorge Fegan también actuó en esa serie.